# The Bridge (album)
The Bridge je deseti studijski album ameriškega kantavtorja Billyja Joela, ki je izšel 29. julija 1986. To je zadnji Joelov studijski album, ki ga je produciral Phil Ramone in sta na njem igrala basist Doug Stegmeyer ter ritem kitarist Russell Javors. Z albuma so izšli štirje singli: »A Matter of Trust« (10. mesto), »Modern Woman« (10. mesto), »This Is the Time« (18. mesto) in »Baby Grand« (75. mesto).
Na albumu sta sodelovala tudi dva Joelova vzornika Ray Charles in Steve Winwood. Charles je z Joelom v duetu zapel skladbo »Baby Grand«, Winwood pa je igral Hammond orgle pri skladbi »Getting Closer«. Pri skladbi »Big Man on Mulberry Street« sta sodelovala tudi jazz glasbenika Ron Carter in Michael Brecker.
Na albumu lahko slišimo tudi nekaj vplivov new wave-ja. Pri prvi skladbi z albuma »Running on Ice" lahko slišimo vplive skupine The Police, pri zadnji skladbi »Code of Silence« pa je kot spremljevalna vokalistka ter soavtorica sodelovala Cyndi Lauper (Joel  uslugo vrnil istega leta ko je prispeval spremljevalne vokale pri njeni skladbi »Maybe He'll Know« z albuma True Colors).
The Bridge je bil Joelov zadnji album, ki je nosil logotip založbe Family Productions, ki se je pojavljal na vseh dotedanjih Joelovih albumih kot del dogovora med založbama Family Productions in Columbia Records. Pri zadnji skladbi albuma je Joel »izvedel« številne napade na pogodbo z Artiejem Rippom, lastnikom založbe Family Productions - »my stolen youth«, »all the conmen and their acrobats who stomped me in the ground« in »I must live up to contracts.«

## Seznam skladb
Vse skladbe je napisal Billy Joel, razen skladbo »Code of Silence«, ki sta jo skupaj napisala Joel in Cyndi Lauper.
| Stran 1 | Stran 1                                | Stran 1 |
| Št.     | Naslov                                 | Dolžina |
| ------- | -------------------------------------- | ------- |
| 1.      | „Running on Ice‟                       | 3:15    |
| 2.      | „This Is the Time‟                     | 4:59    |
| 3.      | „A Matter of Trust‟                    | 4:09    |
| 4.      | „Modern Woman‟                         | 3:48    |
| 5.      | „Baby Grand‟ (duet z Rayjem Charlesom) | 4:02    |

| Stran 2         | Stran 2                      | Stran 2 |
| Št.             | Naslov                       | Dolžina |
| --------------- | ---------------------------- | ------- |
| 1.              | „Big Man on Mulberry Street‟ | 5:26    |
| 2.              | „Temptation‟                 | 4:12    |
| 3.              | „Code of Silence‟            | 5:15    |
| 4.              | „Getting Closer‟             | 5:00    |
| Skupna dolžina: | Skupna dolžina:              | 40:06   |

## Osebje

### Zasedba
- Billy Joel – klavir, sintetizatorji, vokali, Fender Rhodes pri »Getting Closer«, električna kitara pri »A Matter of Trust«
- Doug Stegmeyer – bas kitara
- Liberty DeVitto – bobni, tolkala
- Mark Rivera – tenor saksofon pri »Modern Woman«, alt saksofon pri »Temptation«
- David Brown – kitare
- Russell Javors – kitare

### Dodatni glasbeniki
- Peter Hewlett – spremljevalni vokali pri »Running on Ice«
- Rob Mounsey – sintetizatorji pri »Running on Ice«; orkestracija pri »This Is the Time«, »Modern Woman« in »Big Man on Mulberry Street«
- Jeff Bova – sintetizatorji pri »A Matter of Trust« in »Code of Silence«; orkestracija pri »Temptation«
- Jimmy Bralower – tolkala pri »Modern Woman«
- Ray Charles – vokal in klavir pri »Baby Grand«
- Vinnie Colaiuta – bobni pri »Baby Grand«
- Dean Parks – kitara pri »Baby Grand«
- Neil Stubenhaus – bas pri »Baby Grand«
- Patrick Williams – aranžmaji pri »Baby Grand«
- Ron Carter – akustični bas pri »Big Man on Mulberry Street«
- Eddie Daniels – alt saksofon pri »Big Man on Mulberry Street«
- Michael Brecker – tenor saksofon pri »Big Man on Mulberry Street«
- Ronnie Cuber – bariton saksofon pri »Big Man on Mulberry Street«
- Marvin Stamm – trobenta pri »Big Man on Mulberry Street«
- Alan Rubin – trobenta pri »Big Man on Mulberry Street«
- Dave Bargeron – pozavna pri »Big Man on Mulberry Street«
- Philippe Saisse – orkestracija pri »Temptation«
- Cyndi Lauper – vokali pri »Code of Silence«
- Steve Winwood – Hammond B3  pri »Getting Closer«
- Neil Jason – bas kitara pri »Getting Closer«
- John McCurry – kitara pri »Getting Closer«

### Produkcija
- Producent: Phil Ramone
- Inženir: Jim Boyer
- Asistenti inženirja: Steve Boyer, Fred Tenny, David Dickson in Bradshaw Leigh
- Tehnična podpora: Joe Salvatto, Gary Ciuzio, Joe Lopes, Frank Rodriguez, Peter Bergren, Bruce Howell, Cary Butler, Ed Evans, Mark Betts, Steve Buller, Ricki Begin, Audrey Tanaka, Billy Rothschild in Phil Vachon
- Producijski koordinator: Joseph D'Ambrosio
- Podpora: Jim Flynn, Barry Bongiovi in The Power Station staff
- Akustični klavir: Yamaha
- Oblikovanje: Mark Larson
- Slika na ovitku: Brad Holland
- Fotografija: Patrick Demarchelier
- Fotografije na ovitku: Larry Busacca, Phil Ramone in Charles Reilly

## Lestvice
| Lestvica (1986)                 | Najvišja uvrstitev |
| ------------------------------- | ------------------ |
| Avstralija (Kent Music Report)  | 2                  |
| Avstrija                        | 18                 |
| Belgija                         | 8                  |
| Evropa                          | 17                 |
| Finska                          | 14                 |
| Italija                         | 17                 |
| Japonska (Oricon)               | 2                  |
| Kanada (RPM)                    | 10                 |
| Nizozemska (MegaAlbums)         | 20                 |
| Norveška (VG-lista)             | 13                 |
| Nova Zelandija                  | 12                 |
| Švedska                         | 25                 |
| Zahodna Nemčija (Media Control) | 34                 |
| ZDA (Billboard 200)             | 7                  |
| Združeno kraljestvo             | 38                 |

| Lestvica (1986)     | Mesto |
| ------------------- | ----- |
| Avstralija          | 11    |
| Italija             | 80    |
| Japonska            | 34    |
| Kanada              | 48    |
| Lestvica (1987)     | Mesto |
| Kanada              | 85    |
| ZDA (Billboard 200) | 50    |

### Certifikati
| Regija                    | Certifikat   | Prodaja   |
| ------------------------- | ------------ | --------- |
| Kanada (Music Canada)     | 2x platinast | 200,000   |
| Združeno kraljestvo (BPI) | Srebrn       | 60,000    |
| ZDA (RIAA)                | 2x platinast | 2,000,000 |

## Singli
| Leto | Singl               | Država              | Lestvica                  | Mesto |
| ---- | ------------------- | ------------------- | ------------------------- | ----- |
| 1986 | "Modern Woman"      | ZDA                 | Billboard AC              | 7     |
| 1986 | "Modern Woman"      | ZDA                 | Billboard Hot 100         | 10    |
| 1986 | "Modern Woman"      | ZDA                 | Billboard Mainstream Rock | 34    |
| 1986 | "A Matter of Trust" | Avstralija          | Kent Music Report         | 3     |
| 1986 | "A Matter of Trust" | ZDA                 | Billboard Hot 100         | 10    |
| 1986 | "A Matter of Trust" | ZDA                 | Billboard Mainstream Rock | 14    |
| 1986 | "A Matter of Trust" | ZDA                 | Billboard AC              | 17    |
| 1986 | "A Matter of Trust" | Združeno kraljestvo | UK Singles Chart          | 52    |
| 1987 | "This is the Time"  | ZDA                 | Billboard AC              | 1     |
| 1987 | "This is the Time"  | ZDA                 | Billboard Hot 100         | 18    |
| 1987 | "This is the Time"  | ZDA                 | Billboard Mainstream Rock | 32    |
| 1987 | "Baby Grand"        | ZDA                 | Billboard AC              | 3     |
| 1987 | "Baby Grand"        | ZDA                 | Billboard Hot 100         | 75    |